# Харлем (пролив)
Ха́рлем (англ. Harlem River) — 13-километровый пролив в Нью-Йорке, США, протекающий между рекой Гудзон и проливом Ист-Ривер и отделяющий остров Манхэттен от Бронкса, расположенного на материковой части Нью-Йорка.
Северная часть пролива под названием Спайтен-Дайвил для обеспечения навигации по проливу подверглась со временем значительным изменениям. Первоначально Спайтен-Дайвил огибал район Марбл-Хилл с севера, но в 1895 году между Манхэттеном и районом был прорыт судоходный канал, а прежнее русло в 1914 году было засыпано.

## Использование
Вдоль западного берега пролива проходят автомагистрали Харлем-Ривер-драйв и Харлем-Ривер-Гринуэй, а вдоль восточного — линия Хадсон железной дороги Metro-North Railroad и шоссе I-87.

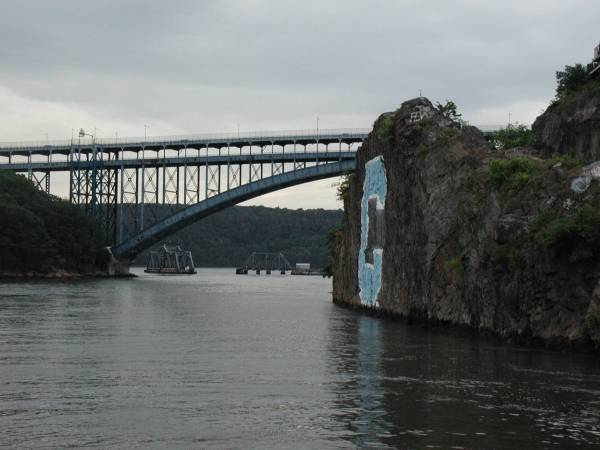
Скала «Си», с мостом Генри Гудзона за ней и мостом Спайтен-Дайвил в отдалении в открытом положении

В проливе устраиваются традиционные соревнования по гребле. На берегу находится лодочный эллинг команды Колумбийского университета, а сам пролив является домашним для университетской команды. Буква «C» на одноимённой скале символизирует университетскую спортивную команду. На берегах пролива также расположены эллинг Питер-Джей-Шарп (англ. Peter Jay Sharp) и гребное сообщество пролива Харлем (англ. Harlem River Community Rowing). Пролив также используется командами из Нью-Йоркского университета, Фордемского университета и Манхэттенского колледжа, хотя единственным университетом с постоянными сооружениями на реке является Колумбийский.
Исторически западный берег пролива Харлем использовался как место отдыха. Между 190-й и 192-й улицами с 1895 по 1914 год находился Парк развлечений Форт-Джордж. Теперь здесь находится парк Хайбридж. В 1890-х годах в этом районе на берегу была проложена беговая дорожка для лошадей: строительство началось в 1894 году и было закончено в июле 1898 года. В 1919 году дорожка была преобразована в автомагистраль Харлем-Ривер-Драйв.

## Мосты
Через пролив Харлем проложено семь поворотных мостов, три лифтовых моста и четыре арочных моста. Пролив судоходен для любого плавсредства с высотой над ватерлинией не более 16,8 м. Тем не менее, любое судно выше 1,5 м требует открытия моста Спайтен-Дайвил. Все остальные подвижные мосты обеспечивают клиренс по меньшей мере в 7,3 м. Подвижные мосты заменили мосты на жёстких опорах в конце XIX века для улучшения навигации. Высокий мост был возведен между 1837 и 1848 годами для прокладки через пролив Кротонского акведука. Это самый старый мост в Нью-Йорке.
Департамент транспорта Нью-Йорка сообщает, что, хотя они прилагают все усилия для обеспечения работы всех мостов, многие из них ремонтируются в любое время, а внешние подрядчики несут ответственность за открытие ремонтируемых мостов.
| Мост/тоннель               | Фото                                  | Предназначение                                                          | Расположение                        | Координаты                      |
| -------------------------- | ------------------------------------- | ----------------------------------------------------------------------- | ----------------------------------- | ------------------------------- |
| Мост Острова Уордс         | Закрытое положение Открытое положение | Пешеходный/велосипедный                                                 | Манхэттен и Уордс                   | 40°47′10″ с. ш. 73°56′14″ з. д. |
| Мост Трайборо              |                                       | Шоссе штата Нью-Йорк 900G (6 полос)                                     | Манхэттен и Рандалс                 | 40°48′01″ с. ш. 73°55′40″ з. д. |
| Мост Уиллис-авеню          | Мост 1901 годаМост 2010 года          | Автомобильный в северном направлении; пешеходный/велосипедный           | Манхэттен и Бронкс                  | 40°48′13″ с. ш. 73°55′44″ з. д. |
| Мост Третьей авеню         |                                       | Автомобильный в южном направлении; пешеходный/велосипедный              | Манхэттен и Бронкс                  | 40°48′27″ с. ш. 73°55′57″ з. д. |
| Тоннель Лексингтон-авеню   |                                       | Линия Лексингтон-авеню (IRT)                                            | Манхэттен и Бронкс                  | 40°48′34″ с. ш. 73°56′00″ з. д. |
| Мост Парк-авеню            |                                       | Metro-North Railroad                                                    | Манхэттен и Бронкс                  | 40°48′40″ с. ш. 73°56′00″ з. д. |
| Мост Мэдисон-авеню         |                                       | Автомобильный в южном направлении; пешеходный/велосипедный              | Манхэттен и Бронкс                  | 40°48′41″ с. ш. 73°55′58″ з. д. |
| Тоннель 149-й улицы        |                                       | Линия Уайт-Плейнс-роуд (IRT)                                            | Манхэттен и Бронкс                  | 40°49′08″ с. ш. 73°55′59″ з. д. |
| Мост 145-й улицы           |                                       | Автомобильный в западном/восточном направлении; пешеходный/велосипедный | Манхэттен и Бронкс                  | 40°49′10″ с. ш. 73°55′59″ з. д. |
| Мост дамбы Макомба         |                                       | Автомобильный в западном/восточном направлении; пешеходный/велосипедный | Манхэттен и Бронкс                  | 40°49′41″ с. ш. 73°56′02″ з. д. |
| Тоннель Конкорс            |                                       | Линия Конкорс (IND)                                                     | Манхэттен и Бронкс                  | 40°49′50″ с. ш. 73°56′03″ з. д. |
| Высокий мост               |                                       | Пешеходный                                                              | Манхэттен и Бронкс                  | 40°50′32″ с. ш. 73°55′49″ з. д. |
| Мост Александра Гамильтона |                                       | I-95 US 1                                                               | Манхэттен и Бронкс                  | 40°50′44″ с. ш. 73°55′43″ з. д. |
| Вашингтонский мост         |                                       | Автомобильный в западном/восточном направлении; пешеходный/велосипедный | Манхэттен и Бронкс                  | 40°50′49″ с. ш. 73°55′41″ з. д. |
| Мост Юниверсити-Хайтс      |                                       | Автомобильный в западном/восточном направлении; пешеходный/велосипедный | Манхэттен и Бронкс                  | 40°51′46″ с. ш. 73°54′54″ з. д. |
| Бродвейский мост           |                                       | US 9 Линия Бродвея и Седьмой авеню (IRT)                                | Остров Манхэттен и район Марбл-Хилл | 40°52′25″ с. ш. 73°54′40″ з. д. |
| Мост Генри Гудзона         |                                       | NY 9A Хенри-Хадсон-Паркуэй                                              | Манхэттен и Бронкс                  | 40°52′40″ с. ш. 73°55′18″ з. д. |
| Мост Спайтен-Дайвил        |                                       | Amtrak Empire Connection                                                | Манхэттен и Бронкс                  | 40°52′42″ с. ш. 73°55′32″ з. д. |